# Unborn Child
| Recensione              | Giudizio |
| ----------------------- | -------- |
| AllMusic                |          |
| Robert Christgau        | D-       |
| Dizionario del Pop-Rock |          |

Unborn Child è un album del duo musicale statunitense Seals and Crofts, pubblicato a nome "Seals & Crofts" dall'etichetta discografica Warner Bros. nel febbraio 1974.
L'album è prodotto da Louie Shelton. I componenti del duo risultano unici autori di 8 brani.

## Tracce

### LP (1974, Warner Bros. Records, W 2761)
Lato A
1. Prelude (Introduzione composta e arrangiata da David Paich) (musica: David Paich)
2. Windflowers – 3:46 (James Seals, Danny Seals)
3. Desert People – 3:28 (testo: James Seals – musica: James Seals, Dash Crofts)
4. Unborn Child – 3:53 (testo: Lana Bogan – musica: James Seals)
5. The Story of Her Love – 3:30 (testo: James Seals – musica: James Seals, Dash Crofts)
6. Dance by the Light of the Moon – 4:40 (testo: James Seals – musica: James Seals, Dash Crofts)

Durata totale: 19:17
Lato B
1. Rachel – 0:58 (testo: James Seals – musica: James Seals, Dash Crofts)
2. The King of Nothing – 4:06 (James Seals)
3. 29 Years from Texas – 3:07 (testo: James Seals – musica: James Seals, Dash Crofts)
4. Ledges – 3:03 (testo: James Seals – musica: James Seals, Dash Crofts)
5. Follow Me – 3:39 (James Seals, Dash Crofts)
6. Big Mac – 4:21 (James Seals, Dash Crofts)

Durata totale: 19:14

## Formazione
- Jim Seals – voce, chitarra
- Dash Crofts – voce, mandolini
- Louis (Louie) Shelton – chitarra elettrica
- Buddy Emmons – chitarra steel
- David Paich – tastiere, arrangiamento strumenti a corda e a fiato
- David Hungate – basso
- Jeff Porcaro – batteria
- Bobbye Porter (Bobbye Hall) – percussioni

### Produzione
- Louie Shelton – produzione
- Registrazioni effettuate al Sound Factory di Los Angeles, California
- Dave Hassinger – ingegnere delle registrazioni
- John Mills – assistente ingegnere delle registrazioni
- Ed Thrasher – grafica copertina album
- Lockart (Robert Lockart) – design copertina album
- Margo Zafer Nahas – illustrazione copertina album [6]